# Sakura Revolution
「Sakura Revolution」（サクラレボリューション）は、Pritsの1作目のシングルである。2002年1月1日にスターチャイルドから発売された。

## 概要
声優ユニット・Pritsのデビューシングル。この作品から、3ヶ月連続でシングルがリリースされた。
アルバム『電撃G's Radioコンピレーションミニアルバム「Gラジ音楽部」』には、「Sakura Revolution」以外にも、アレンジバージョンの「Sakura Revolution <G's MIX>」も収録されている。同じスターチャイルド所属の声優ユニット『Friends』が、表題曲をカバーしている。

## 収録曲
1. Sakura Revolution [4:35]
  - 作詞：只野菜摘、作曲・編曲：堀隆
2. 小さな手 [4:07]
  - 作詞・作曲：広木由架、編曲：堀隆
3. Love States 〜ラブ ステイツ〜 [4:21]
  - 作詞：根津洋子、作曲：Kenichi Nishizaki、編曲：堀隆
4. Sakura Revolution（instrumental）
5. 小さな手（instrumental）
6. Love States 〜ラブ ステイツ〜（instrumental）

## 収録作品
アルバム
- オリジナルアルバム『cherry blossom』（2002年12月25日発売）
  - Sakura Revolution
  - Love States 〜ラブ ステイツ〜
- 『電撃G's Radioコンピレーションミニアルバム「Gラジ音楽部」』（2004年1月21日発売日）
  - Sakura Revolution
  - Sakura Revolution <G's MIX>